# Novel·la total
La novel·la total és aquella que explora el seu propi univers fins al límit, sense fer concessions al gran públic. La novel·la total és un món tancat en si mateix, i paradoxalment creixent. Esgota les casuística de l'experiència vital dels individus.
Alguns exemples de novel·la total són:
- El Quixot de Miguel de Cervantes[3]
- Tu Rostro Mañana de Javier Marías
- Guerra i pau de Lev Tolstoi[3]
- Ulisses de James Joyce[3]
- Els germans Karamàzov de Fiodor Dostoievski
- 2666 de Roberto Bolaño[4]
- La muntanya màgica de Thomas Mann
- Tirant lo Blanc de Joanot Martorell[5]
- A la recerca del temps perdut de Marcel Proust[3]